# Mataje
Mataje ist eine Ortschaft und eine Parroquia rural („ländliches Kirchspiel“) im Kanton San Lorenzo der ecuadorianischen Provinz Esmeraldas. Die Parroquia besitzt eine Fläche von 295,1 km². Beim Zensus im Jahr 2010 betrug die Einwohnerzahl 1475.

## Lage
Die Parroquia Mataje liegt im Küstentiefland im äußersten Nordwesten von Ecuador und erstreckt sich entlang der kolumbianischen Grenze. Die Längsausdehnung in NW-SO-Richtung beträgt 50 km. Der Río Mataje entspringt im Osten der Parroquia und verläuft größtenteils entlang der Staatsgrenze in westnordwestlicher Richtung. Der Río Mira fließt entlang der östlichen Verwaltungsgrenze nach Norden und bildet dabei auf einer Strecke von 14,5 km die Staatsgrenze zu Kolumbien. Im Westen reicht das Verwaltungsgebiet bis zur Pazifikküste. Der Hauptort Mataje befindet sich am südlichen Flussufer des Río Mataje an der Grenze zu Kolumbien 15,5 km ostnordöstlich vom Kantonshauptort San Lorenzo. Die Fernstraße E15 von Esmeraldas endet im Hauptort Mataje.
Die Parroquia Mataje grenzt im Norden an Kolumbien, im Osten an die Provinz Carchi mit der Parroquia Tobar Donoso (Kanton Tulcán), im Südwesten an die Parroquia Tululbí sowie im Westen an die Parroquia San Lorenzo.

## Geschichte
Der Ort Mataje, auch als Santander bekannt, entstand um das Jahr 1952 durch die Ansiedlung von Bewohnern des benachbarten Kolumbiens.